# Alpes-Maritimes
Alpes-Maritimes ( fransk udtale ?) er et fransk departement, placeret i det sydøstlige hjørne af Frankrig, grænsende op til Italien. I 2007 var indbyggertallet i departementet på 1.097.046 og det dækker et areal på 4.299 km².
Departementet består af 2 arrondissementer og er en del af regionen Provence-Alpes-Côte d'Azur (PACA).
Hovedbyen er Nice og indbyggerne kaldes Maralpins. Præfekten hedder Adolphe Colrat.

## Historie
Departementet Alpes-Maritimes er oprettet ved lov af 23. juni 1860.
Grunden til den sene oprettelse (de fleste franske departementer er oprettet i 1789) er, at først i 1860, blev Grevskabet Nice en del af Frankrig efter løsrivelsen fra Kongeriget Sardinien, i øvrigt sammen med Puget-Théniers.
Det nye departement kom herefter til at bestå af det tidligere grevskab Nice, der blev til arrondissementerne Nice og Puget-Théniers samt af en del af departementet Var, der blev til arrondissementet Grasse.
Arrondissementet Puget-Théniers blev nedlagt i 1926. Og departementet består derfor i dag af 2 arrondissementer: Grasse og Nice.

## Geografi
Alpes-Maritimes grænser op til: Italien, Monaco, Haute-Provence, Var og Middelhavet. Og er geografisk delt af floden Var, der udmunder i Nice.
Området bærer præg af, at det ligger imellem Middelhavet og foralperne. Man deler derfor området op i 3 dele: Den øvre del, den mellemste del og kystområdet.

### Topografi
Den øvre del er karakteriseret ved dets nærhed til alperne og det er her man finder departementets højeste punkt: Gelas (3.143 m) i nationalparken Parc national du Mercantour, på grænsen til Italien.
Herefter falder landskabet, via foralperne omkring Grasse og Nice, som udgør den mellemste del, ned mod Middelhavet.

### Hydrografi
Den ubetinget største flod i området er Var, som er 135 km lang og udmunder mellem Nice og Saint-Laurent-du-Var, men der findes flere andre.
Var modtager vand fra 4 bifloder: Cians, Tinee, Vesubie og Esteron. Derudover er der Roya, der løber på grænsen til Italien, Paillon, der består af 3 vandløb, der løber ud i Nice's centrum. I området omkring Grasse er der Siagne, Loup, Brague og Cagne

### Klima
Klimaet i departementet er middelhavsklima, med varme tørre somre og milde fugtige vintre. Men i modsætning til områderne længere vestpå, nyder Alpes-Maritimes godt af, at ligge i læ for Mistralen, på grund af bjergene omkring Grasse. Derudover er der stor forskel på klimaet, idet der i bjergene altid forekommer sne i større mængder, bl.a. på skisportsstedet Isola 2000. Samt at bjerge og floddale skaber store lokale variationer, selv indenfor korte afstande. Selvom det ikke sker så ofte, hænder det dog, at der også i lavlandet falder sne i større mængder om vinteren.

## Demografi
De første folketællinger man kender til i området stammer fra 1755 henholdsvis 1765 og viser, at der i det område, der i dag dækker departementet Alpes-Maritimes boede ca. 83.900, i 1800 var befolkningstallet steget til omkring 128.000
| 1861    | 1872    | 1881    | 1891    | 1901    | 1911    | 1921      | 1931      | 1936    |
| ------- | ------- | ------- | ------- | ------- | ------- | --------- | --------- | ------- |
| 194.500 | 199.000 | 226.600 | 258.500 | 293.200 | 356.300 | 358.000   | 493.000   | 514.000 |
| 1946    | 1962    | 1968    | 1975    | 1982    | 1990    | 1999      | 2009      |         |
| 453.000 | 618.000 | 722.070 | 816.681 | 881.198 | 971.829 | 1.011.326 | 1.079.100 |         |

## Eksterne kilder
1. ↑  "Le nouveau préfet des Alpes-Maritimes est officiellement installé" (fransk). Hentet 2013-07-09.
2. ↑  "Departementsrådets side om geografien i departementet" (fransk). Arkiveret fra originalen 18. december 2008. Hentet 24. juli 2008.
3. ↑  "Departementsrådets side om floder i departementet" (fransk).
4. ↑  "Artikel i [[Nice-Matin]]" (fransk). Hentet 2012-01-31. {{cite web}}: Konflikt mellem URL og wikilink (hjælp)
5. ↑  "Departementets historie i slutningen af det 18. århundrede" (fransk). Arkiveret fra originalen 21. oktober 2010. Hentet 31. januar 2012.
6. ↑  "Departementets historie 1799-1814" (fransk).
7. ↑  "Departementets befolkningsudvikling 1860-1914" (fransk). Arkiveret fra originalen 20. oktober 2010. Hentet 31. januar 2012.
8. ↑  "Departementets befolkningsudvikling 1914-1990" (fransk). Arkiveret fra originalen 20. oktober 2010. Hentet 31. januar 2012.
9. ↑  "Departmentet ved slutningen af krigen" (fransk). (Webside ikke længere tilgængelig)
10. ↑  "INSEE om befolkningsudviklingen i PACA" (fransk).
11. ↑  "INSEE om befolkningsudviklingen i departementet" (fransk).

43°50′N 7°10′Ø / 43.83°N 7.17°Ø